# Wietmarschen
Wietmarschen is een eenheidsgemeente in het landkreis Grafschaft Bentheim in de Duitse deelstaat Nedersaksen. De gemeente telt 12.421 inwoners. Wietmarschen ligt tussen Nordhorn en Lingen. Tot 1977 maakte de gemeente deel uit van het voormalige Landkreis Lingen. Als enige gemeente uit Lingen ging Wietmarschen niet mee naar Landkreis Emsland, maar werd toegevoegd aan Bentheim.

## Bestuurlijke indeling van de gemeente
De gemeente wordt bestuurlijk ingedeeld in zes dorpen:
- Füchtenfeld, ten N van Wietmarschen
- Lohne (het grootste dorp, ten O van Wietmarschen)
- Lohnerbruch, tussen Wietmarschen en Lohne
- Nordlohne
- Schwartenpohl, ten NO van  Wietmarschen
- Wietmarschen

## Bevolking
Aan een brochure, die via de website van de gemeente Wietmarschen is te downloaden, zijn de volgende bevolkingscijfers ontleend. Peildatum: 1 juli 2015.
- Lohne: 7.089 inwoners
- Wietmarschen: 3.857
- Füchtenfeld: 688
- Nordlohne: 305
- Schwartenpohl: 180
- Lohnerbruch: 159.

Gemeentetotaal: 12.278 personen.
Van hen waren er 8.571 rooms-katholiek, 1.562 evangelisch-luthers, 574 evangelisch-gereformeerd en 1.571 aanhanger van een andere geloofsgemeenschap, dan wel atheïst.

## Ligging en infrastructuur
De gemeente ligt in een gedeeltelijk uit hoogveen bestaand gebied.
Het hoogste punt in de gemeente is de Rupingsberg in het dorp Lohne. De hoogte bedraagt 49 meter. 
Lohne, gemeente Wietmarschen, wordt door twee belangrijke verkeersaders doorsneden: de hier van noord naar zuid evenwijdig aan de Nederlands-Duitse grens lopende Autobahn A31 Oost-Friesland - Ruhrgebied en de Bundesstraße 213, die van Nordhorn in noordoostelijke richting naar Delmenhorst loopt. De A 31 (afrit 25) en de B 213 kruisen elkaar te Lohne. Ook afrit 24 van deze Autobahn leidt naar Wietmarschen.
Wietmarschen en Lohne zijn per streekbus te bereiken vanaf station Lingen (Ems), waar de dichtstbijzijnde belangrijke treinverbinding is. In de gemeente Wietmarschen rijden verder van tijd tot tijd belbussen.

## Economie
Wietmarschen profileert zich als een rustig gelegen, maar goed bereikbare voormalige plattelandsgemeente. 
Men streeft ernaar, op de bedrijventerreinen het huidige aantal kleine, lokale en regionale bedrijven te vergroten.  Daarnaast is het al dan niet religieus getinte toerisme, waaronder in dit verband vooral het bezoek door pelgrims moet worden mede begrepen, niet onbelangrijk. Landbouw en veeteelt zijn in betekenis sedert 1970 geleidelijk afgenomen.
Een ander beleidspunt is, de gemeente aantrekkelijk te houden voor woonforensen, mensen die in de gemeente wonen, maar in één der omliggende steden hun werkkring hebben.

## Geschiedenis
Wietmarschen is sinds de middeleeuwen een bedevaartplaats van de heilige Maagd Maria. 
Wietmarschen is als dorp ontstaan na de stichting van het Benedictijnerklooster Sint Mariënrode op 14 september 1152. De gravin Gertrud van Bentheim had het land voor een nieuw klooster ter nagedachtenis van haar overleden man Otto toegewezen aan ridder Hugo van Buren uit de Betuwe. Dirk VI van Holland was op dat moment de regerende graaf van Bentheim, getrouwd met Sofie, de dochter van Otto en Gertrud. Hugo had tien jaar eerder het benedictijnerklooster in het Overijsselse Weerselo gesticht, het huidige Stift. De eerste abt in Wietmarschen werd Hildebrand van Utrecht. In 1659 veranderde het - inmiddels - vrouwenklooster in een sticht voor adellijke dames. In 1811 kwam ook daaraan een einde.
In vroeger eeuwen werd in de gemeente ijzeroer uit de grond gewonnen. Ter herinnering aan de mannen, die dit zware werk verrichtten, is in de gemeente een standbeeld opgericht.
Kort vóór en tijdens de Tweede Wereldoorlog, vanaf 1938, bevond zich net buiten het dorp Kamp Wietmarschen, het 13e van de 15 beruchte Emslandlager.  Dit waren in het Derde Rijk kampen, waar dwangarbeiders onder vaak onmenselijke omstandigheden en onder commando van soms uitzonderlijk wrede bewakers tewerkgesteld werden, en die daardoor soms het karakter van concentratiekampen kregen. Het voormalige Kamp Esterwegen, dat zich in de huidige Samtgemeinde Nordhümmling bevindt, huisvest de centrale herdenkingsplaats voor alle 15 Emslandlager. Daar is ook een bezoekerscentrum.
Over de Sint-Johanneskerk wordt verteld, dat deze in september 1944 tijdens een bombardement door de geallieerden een voltreffer van een vliegtuigbom kreeg. Buiten de kerk kwamen toen drie mensen om het leven. Een geestelijke, die op dat ogenblik vóór het Mariabeeld zat te bidden, kon na het bombardement wonder boven wonder ongedeerd tussen de brokstukken vandaan kruipen. Kort na de oorlog is dit gedeelte van de kerk in een voor die tijd moderne stijl herbouwd. In 2016 stortte, ten gevolge van metaalmoeheid van een onderdeel, dat deze ondersteunde, een van de kerkklokken neer in de kerktoren. Gelukkig vielen bij dit incident geen slachtoffers.

## Bezienswaardigheden en toeristische attracties
- De belangrijke parochie- en bedevaartkerk te Wietmarschen, zie: Sint-Johanneskerk (Wietmarschen)
- De beheerderswoning van het voormalige sticht te Wietmarschen is als museum ingericht. Het is gewijd aan de geschiedenis van het sticht en van de bedevaarten.
- Te Füchtenfeld is op het terrein van een boomkwekerijbedrijf een, vrij toegankelijk, rododendronbosje aangelegd, waar bezoekers tot uit de verre omtrek komen wandelen, wanneer deze struiken in mei-juni in bloei staan.
- Lohne en Wietmarschen bezitten beide een Heimathaus (dorpsmuseum, met ook mogelijkheden voor kleinschalige andere activiteiten). Dat van Wietmarschen is gevestigd in een klein voormalig pakhuis (Packhaus).

## Afbeeldingen

### St. Johanneskerk

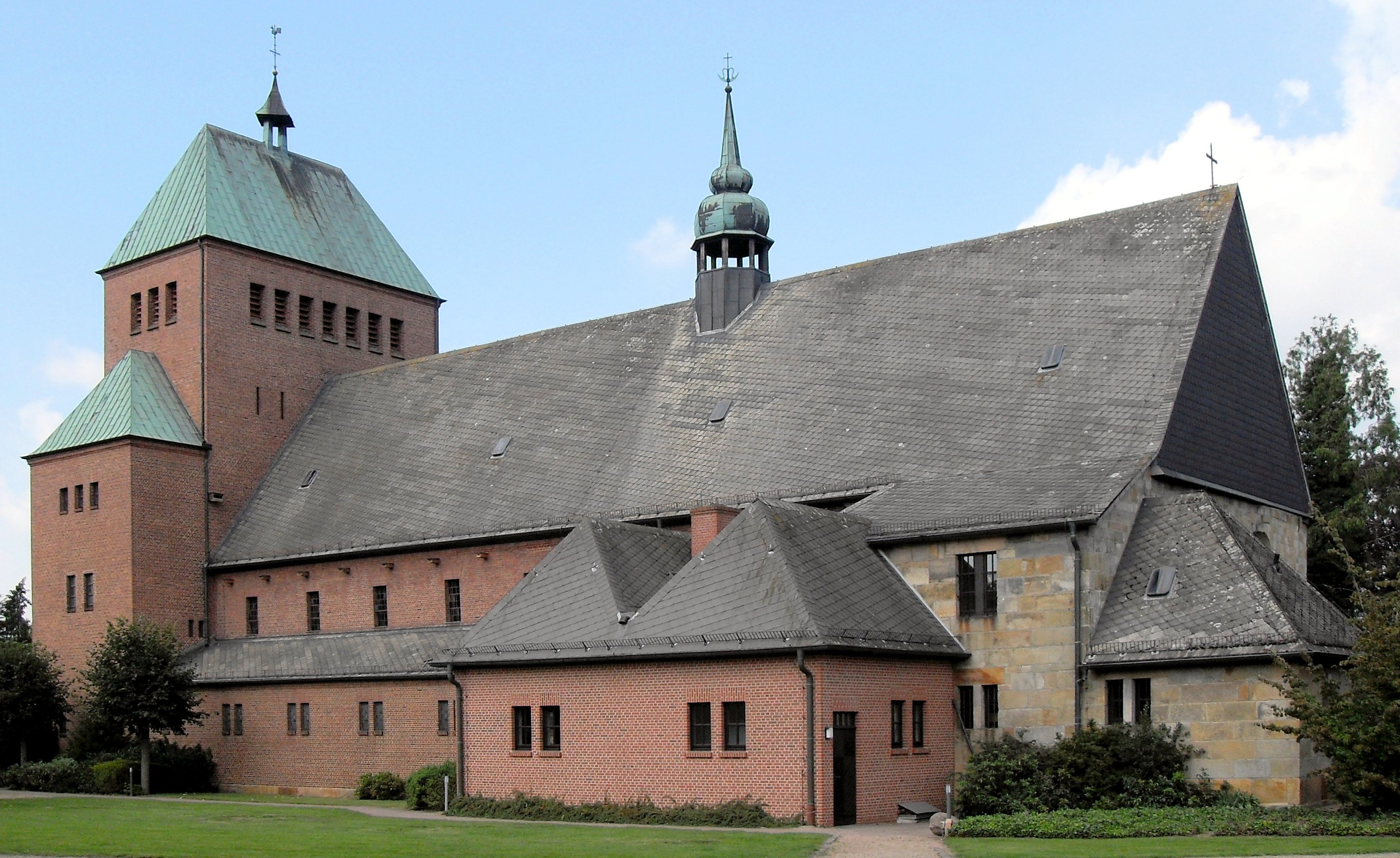
St. Johanneskerk[2] (Maria-bedevaartkerk) te Wietmarschen
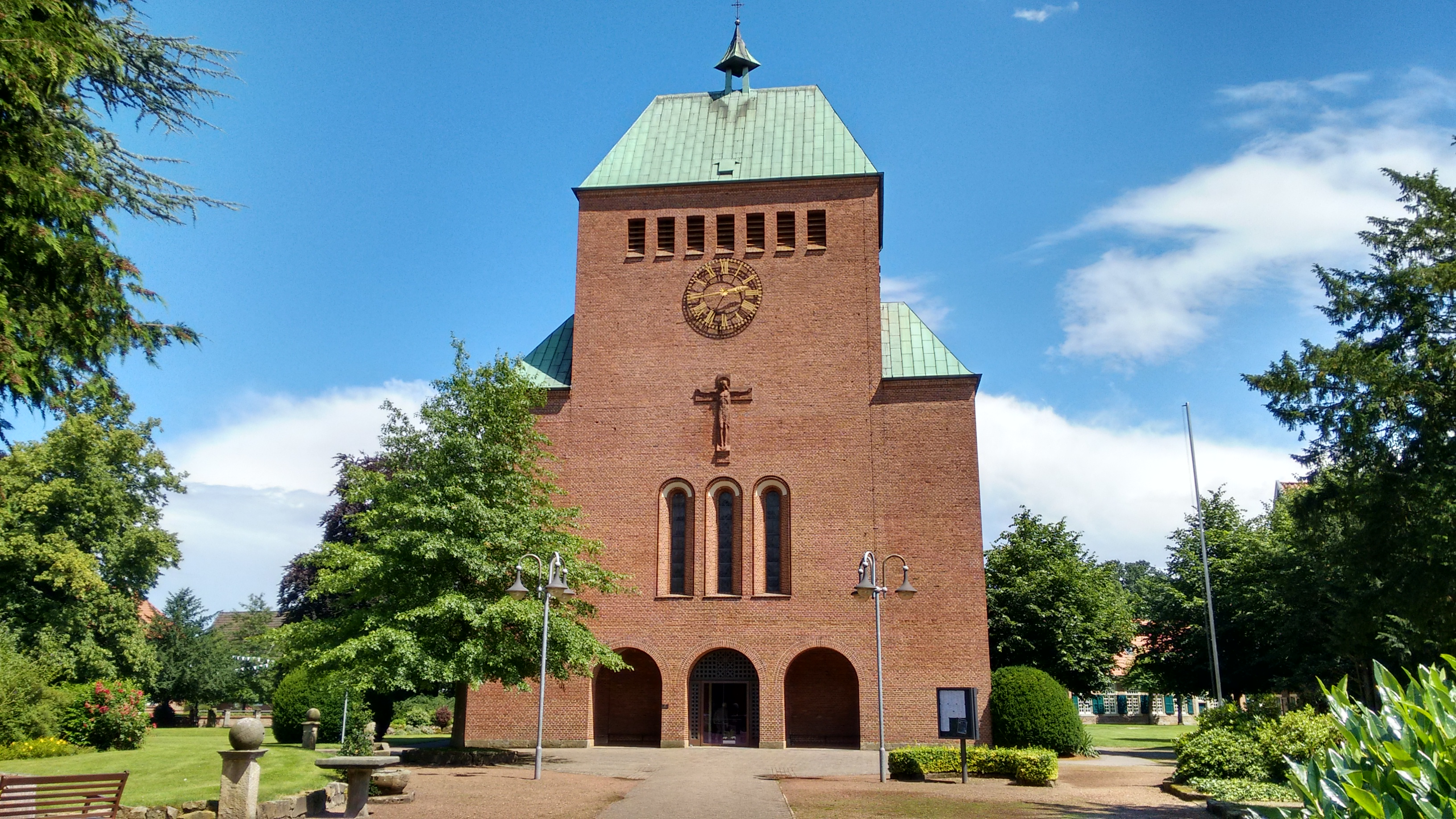
Westzijde van deze kerk, herbouwd na het bombardement van 1944
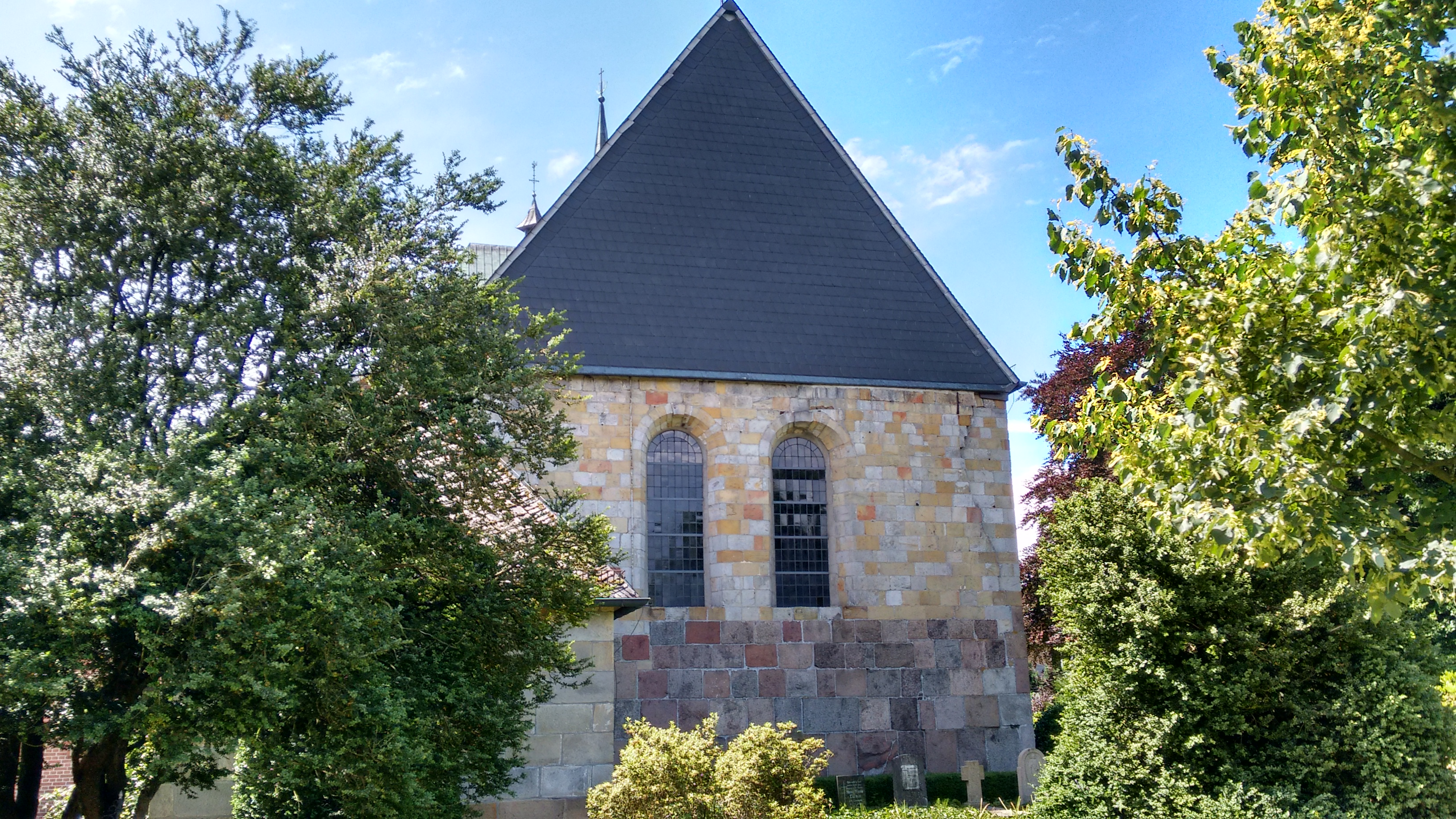
De deels 13e-eeuwse oostzijde
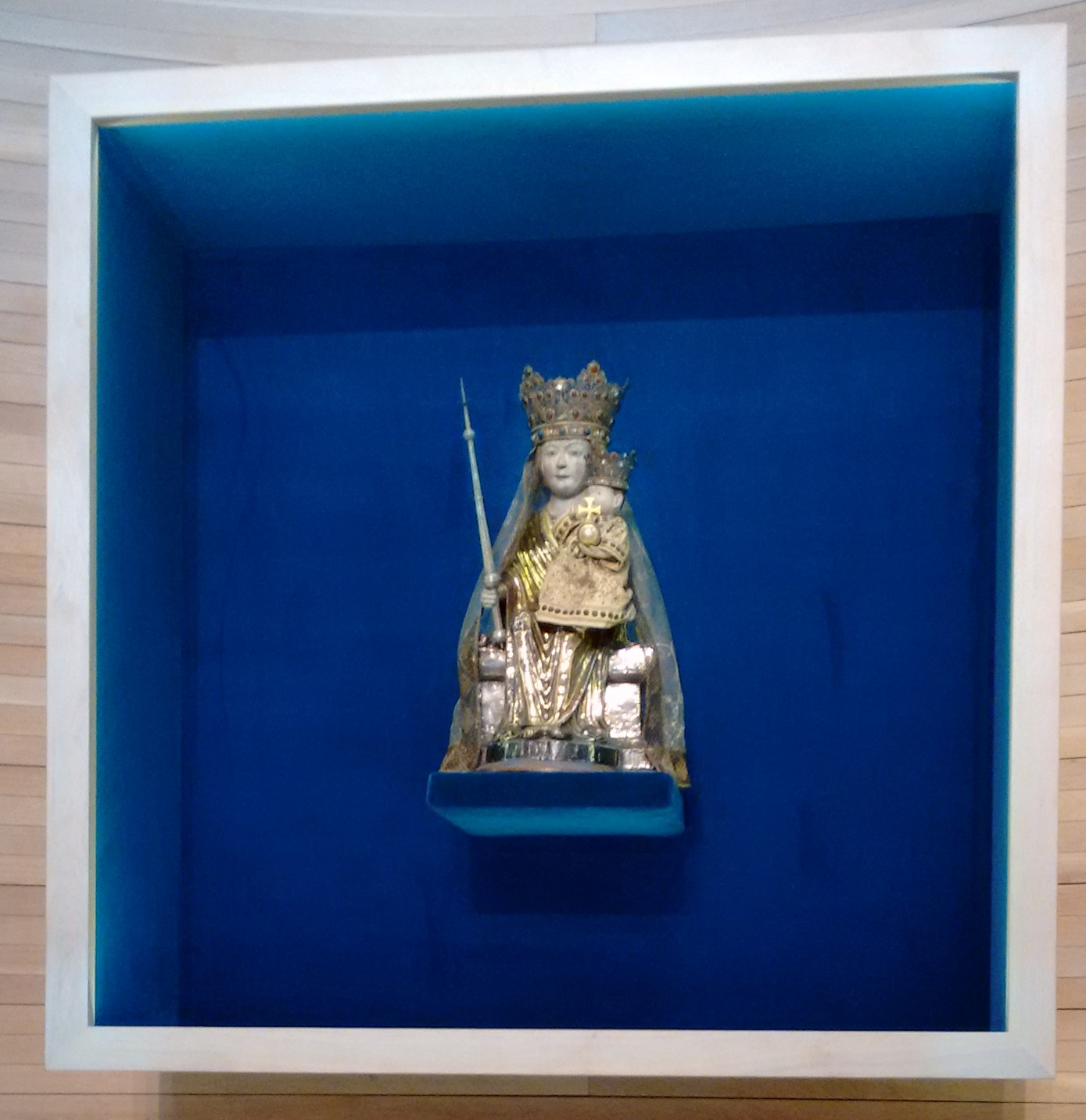
Mariabeeld uit 1220 in deze kerk, voorwerp van devotie

### Overige

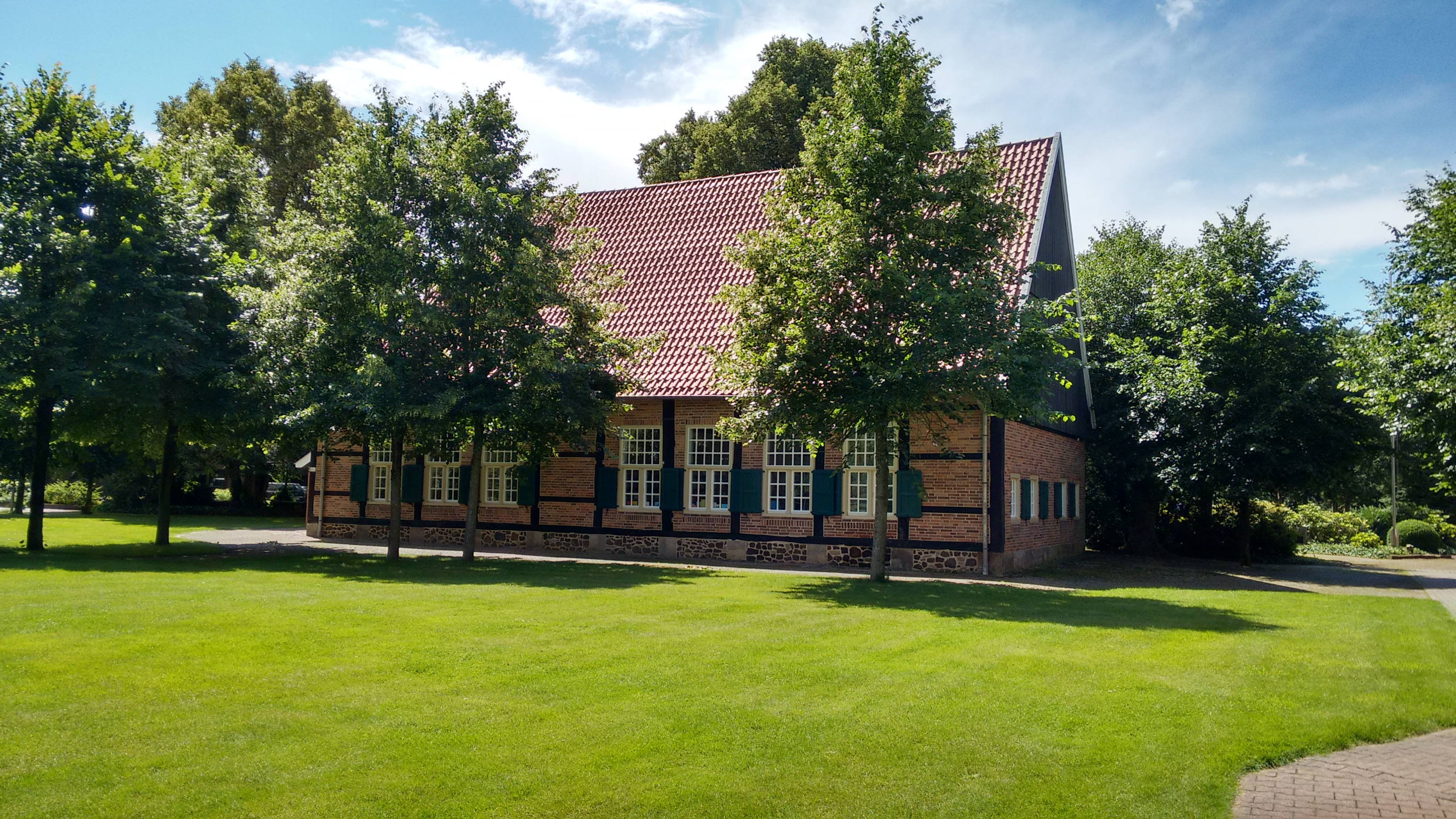
Beheerderswoning van het voormalige sticht (museum)
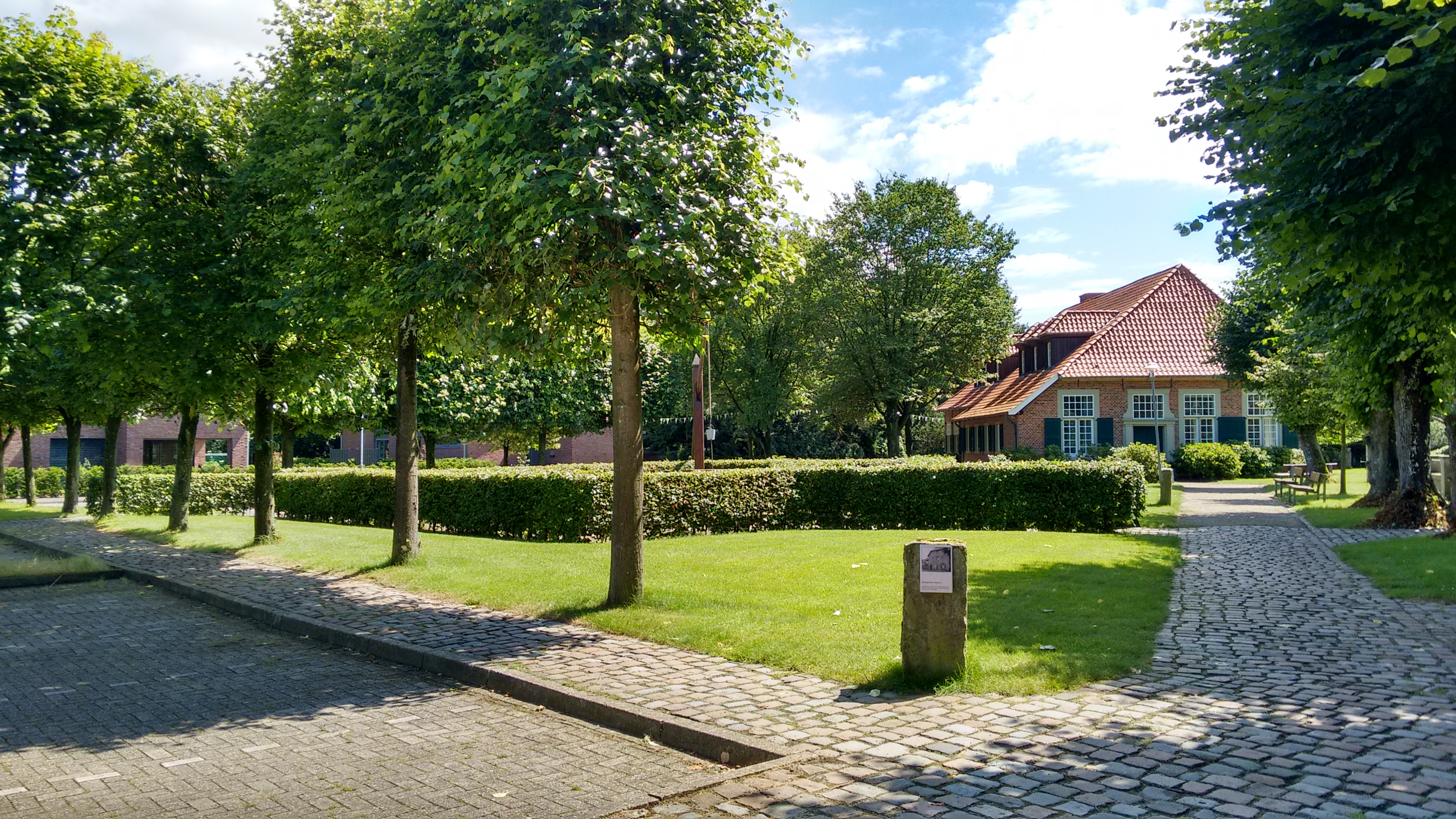
Wietmarschen, v.m. abdissenhuis van het sticht
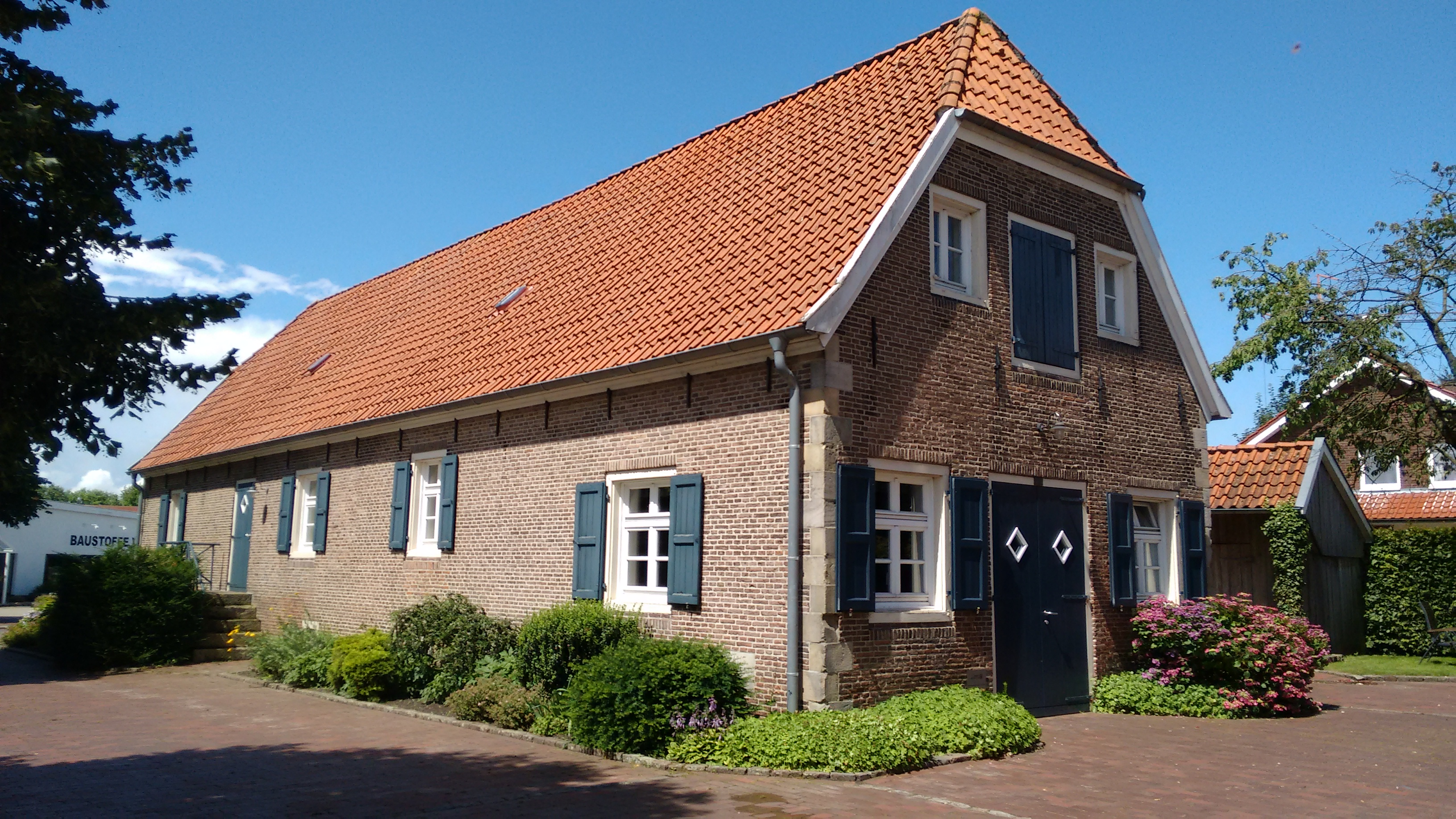
Pakhuis (dorpsmuseum) Wietmarschen
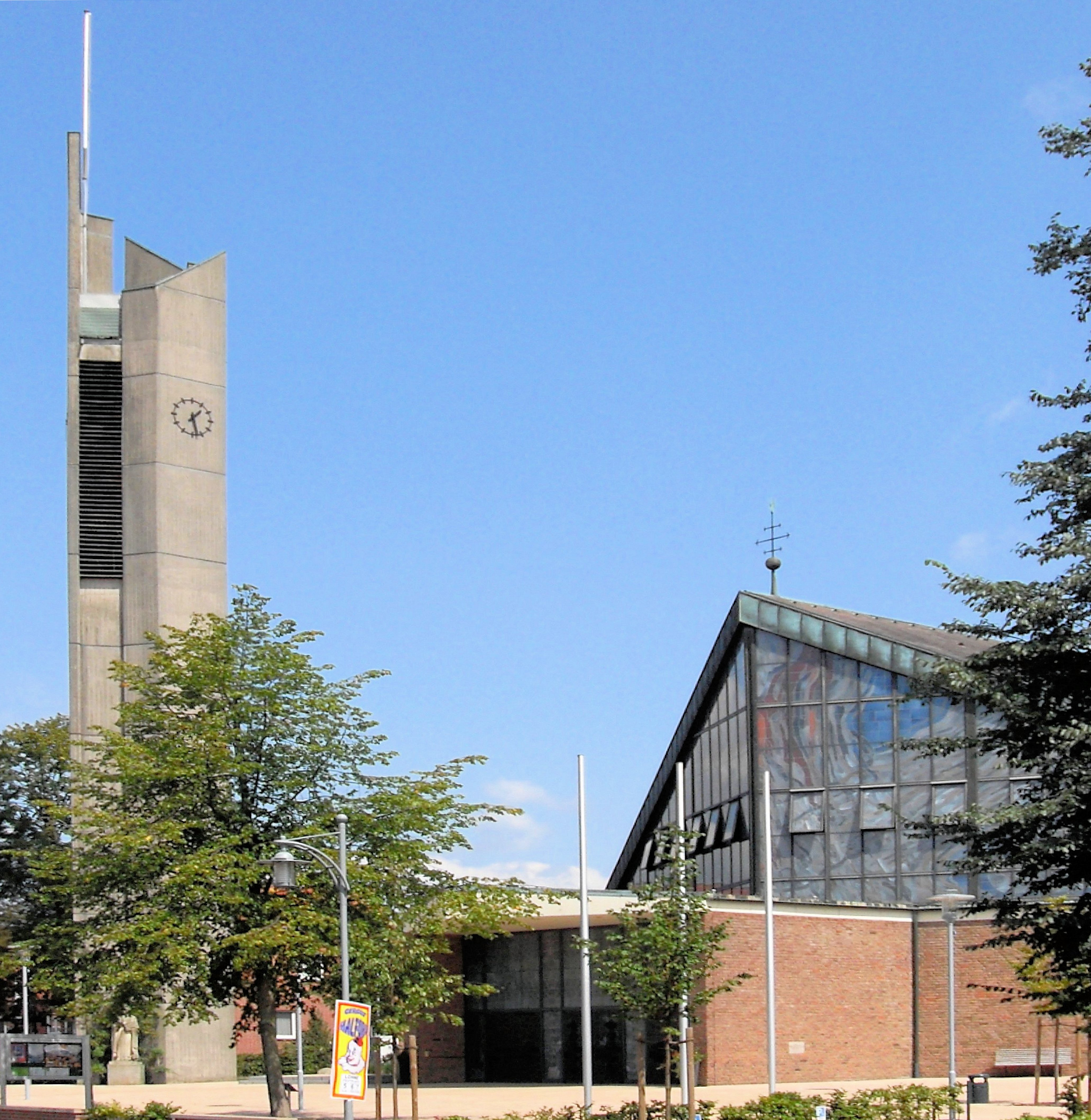
St. Antoniuskerk (1972), Lohne
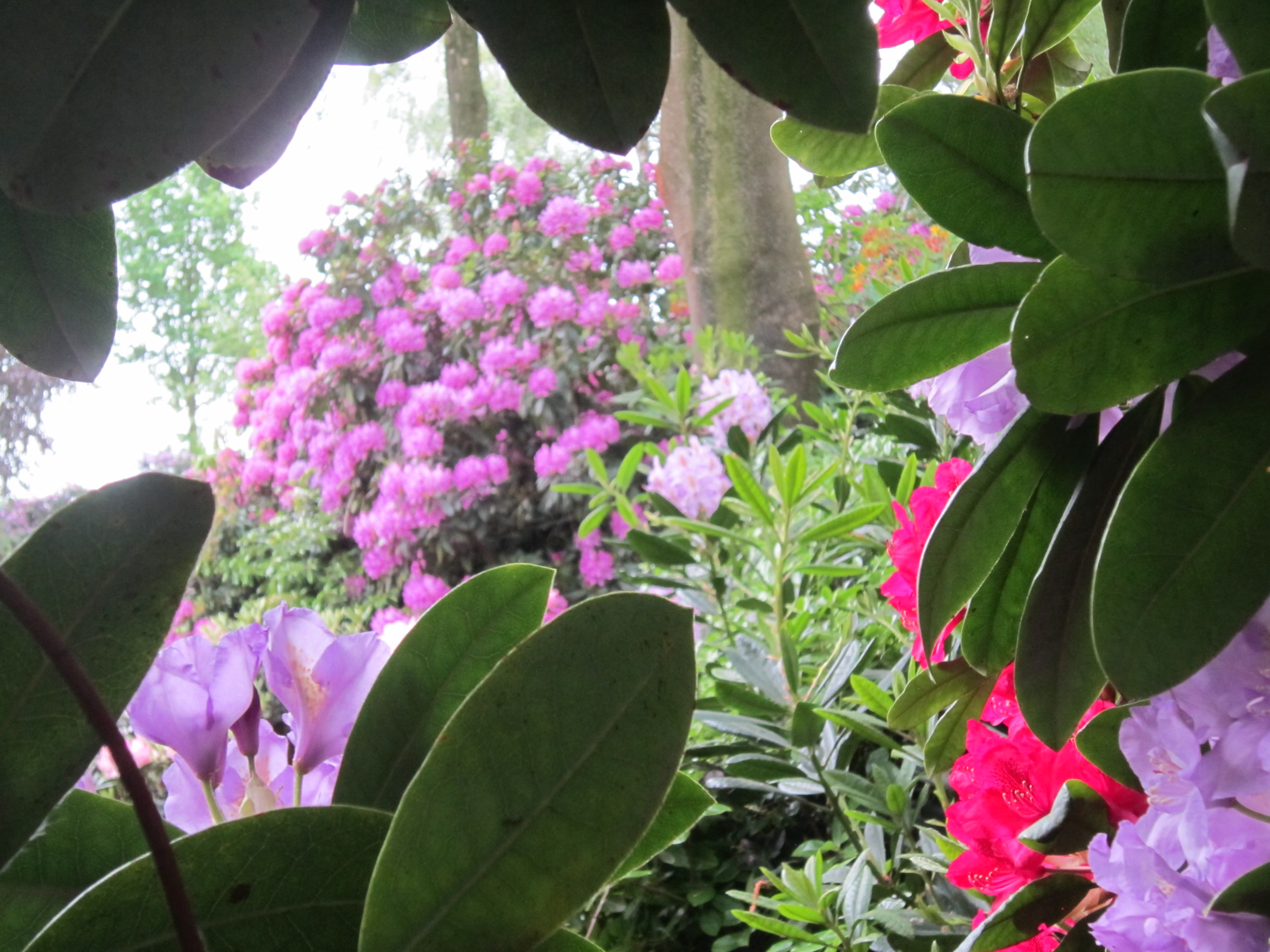
Rododendronbosje, Füchtenfeld
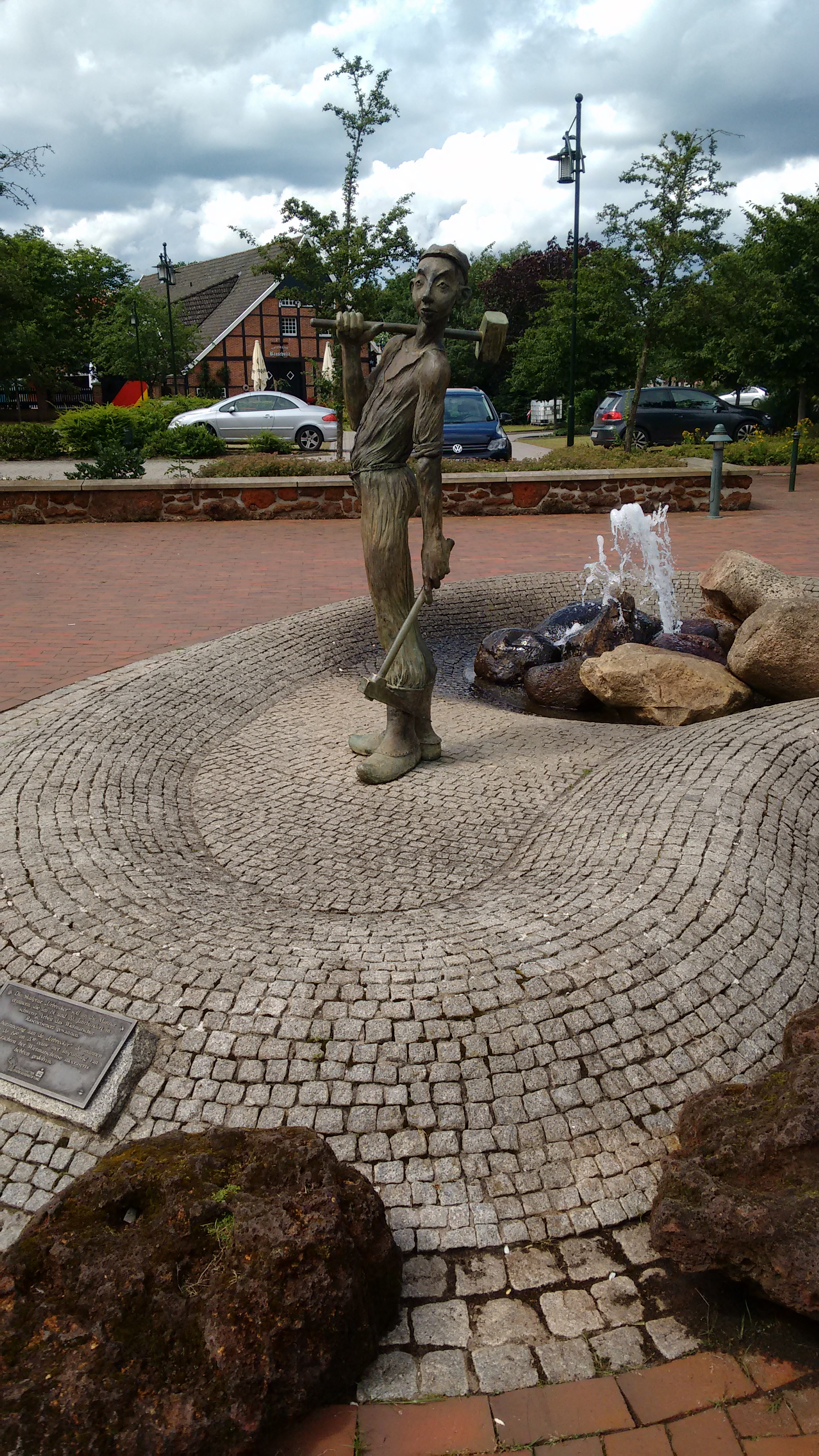
IJzeroer-breker, standbeeld uit 1999 door Dirk De Keyzer, Gent (België)
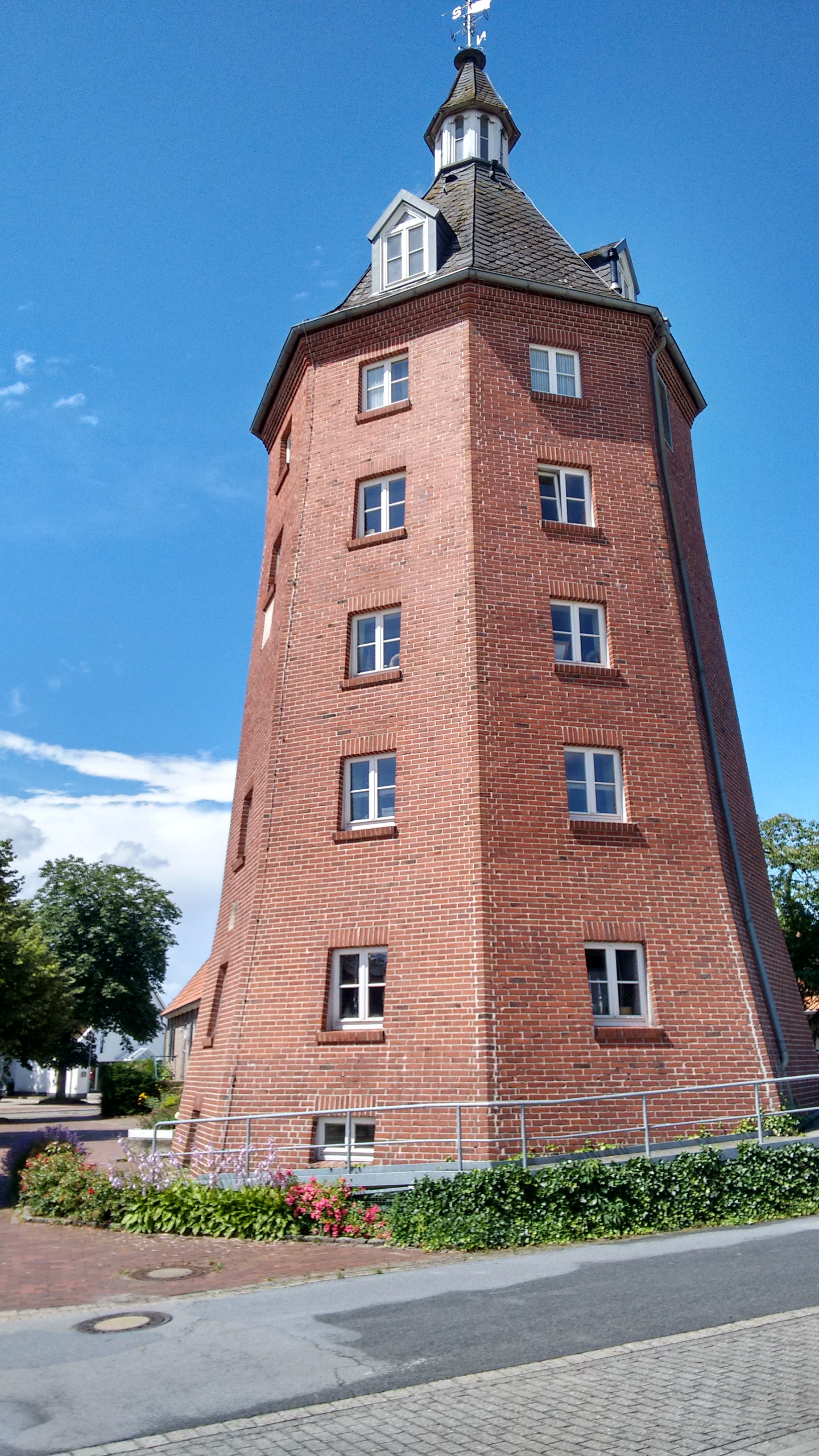
Markante toren te Wietmarschen, gebouwd op de plaats van een voormalige windmolen

## Bekende personen in relatie tot de gemeente
- De beroemde schrijver Erich Maria Remarque (1898-1970) was gedurende het schooljaar 1919-1920 één jaar te Lohne als onderwijzer werkzaam.

## Partnergemeente
Er bestaat een jumelage met Mortagne-au-Perche in Frankrijk.
- Gemeinsame Normdatei: 4329100-4
- Virtual International Authority File: 239170962
- WorldCat: E39PCjBwQvqdkqCWJ9KJXhFFrq

Bad Bentheim · 
Emlichheim · 
Engden · 
Esche · 
Georgsdorf · 
Getelo · 
Gölenkamp · 
Halle · 
Hoogstede · 
Isterberg · 
Itterbeck · 
Laar · 
Lage · 
Neuenhaus · 
Nordhorn · 
Ohne · 
Osterwald · 
Quendorf · 
Ringe · 
Samern · 
Schüttorf · 
Uelsen · 
Wielen · 
Wietmarschen · 
Wilsum